# هنگ ۳ ساحلی تفنگداران دریایی
هنگ ۳ ساحلی تفنگداران دریایی (انگلیسی: 3rd Marine Littoral Regiment) هنگی از سپاه تفنگداران دریایی ایالات متحده آمریکا است که برای مانور ساحلی در جبهه هند و اقیانوس آرام بهینه شده است. این هنگ که در پایگاه تفنگداران دریایی هاوایی مستقر است، تحت فرماندهی لشکر ۳ تفنگداران دریایی و نیروی سوم تفنگداران دریایی اعزامی قرار دارد. این هنگ از سال ۱۹۱۴ تا ۲۰۲۲ با نام هنگ سوم تفنگداران دریایی شناخته می‌شد، تا اینکه به‌عنوان بخشی از طراحی نیروی ۲۰۳۰ فرمانده سپاه تفنگداران دریایی تغییر نام داد. هنگ ۳ تفنگداران دریایی در رزمایش‌های بالیکتان ۲۰۲۲ و ۲۰۲۳ در شمال لوزون، فیلیپین شرکت کرده است.